# Liste von Schiffen mit dem Namen Amazone
Amazone bzw. Amazon ist mehrfach als Name für Schiffe verwendet worden. Der Name leitet sich von den Amazonen her, einem mythischen Volk mit matriarchalischer Gesellschaftsordnung, das besonders in der griechischen Mythologie beheimatet ist.

## Schiffsliste
| Bezeichnung | Schiffsart      | Klasse / Typ   | Baujahr | Bauwerft                                | Eigner             | Dienstzeit          | Verbleib                                                     | Bild |
| ----------- | --------------- | -------------- | ------- | --------------------------------------- | ------------------ | ------------------- | ------------------------------------------------------------ | ---- |
| Amazon      | Fregatte        | Amazon-Klasse  | 1795    | Wells & Co., Rotherhithe                | Royal Navy         | 1795–1797           | Am 14. Januar 1797 gestrandet                                |      |
| Amazon      | Fregatte        | Amazon-Klasse  | 1799    | Woolwich Dockyard, London               | Royal Navy         | 1799–1811           | 1817 abgewrackt                                              |      |
| Amazon      | Fregatte        |                | 1821    |                                         | Royal Navy         |                     | 1863 verkauft                                                |      |
| Amazone     | Korvette        |                | 1843    | Carmesins Werft, Grabow                 | Preußische Marine  | 1844–1861           | Im November 1861 in der Nordsee im Sturm verschollen         |      |
| Amazon      | Raddampfer      |                | 1852    | R. & H. Green Ltd., London              | Royal Mail Line    | 2. bis 4. Jan. 1852 | Am 4. Januar 1852 nach Brand gesunken                        |      |
| Amazon      | Brigantine      |                | 1861    | Joshua Dewis, Spencer’s Island          |                    | 1861–1867           | 1868 in Mary Celeste umbenannt, ca. 1884 nahe Haiti gesunken |      |
| Amazon      | Sloop           | Amazon-Klasse  | 1865    |                                         | Royal Navy         |                     | Am 10. Juli 1866 im Ärmelkanal gesunken                      |      |
| Amazon      | Yacht           |                | 1885    | Arrow Yard, Southampton                 |                    |                     |                                                              |      |
| Amazon      | Frachtsegler    |                | 1886    | Barclay, Curle and Company, Glasgow     | R. Hill & Co.      |                     | Am 1. September 1908 gestrandet                              |      |
| Amazone     | Kleiner Kreuzer | Gazelle-Klasse | 1900    | Germaniawerft, Kiel                     | Kaiserliche Marine | 1901–1930           | Nach Nutzung als Wohnhulk 1954 abgewrackt                    |      |
| Amazon      | Passagierschiff |                | 1906    | Harland & Wolff, Belfast                | Royal Mail Line    | 1906–1918           | Am 15. März 1918 versenkt                                    |      |
| Amazon      | Zerstörer       | Tribal-Klasse  | 1908    | John I. Thornycroft & Company, Woolston | Royal Navy         | 1909–1919           | 1919 zum Abbruch verkauft                                    |      |
| Amazone     | Ewer            |                | 1909    | J. H. Jacobs, Moorrege                  |                    |                     |                                                              |      |
| Amazon      | Zerstörer       |                | 1926    | Thornycroft, Woolston                   | Royal Navy         | 1927–1945           | 1949 abgewrackt                                              |      |
| Amazone     | Minensuchboot   | Ariadne-Klasse |         |                                         | Bundesmarine       | 1963–1992           |                                                              |      |
| Amazon      | Fregatte        | Amazon-Klasse  | 1971    | Vosper Thornycroft, Southampton         | Royal Navy         | 1974–1993           | An Pakistan verkauft, dort als Babur im Dienst               |      |
| Amazone     | Hopperbagger    |                | 1997    |                                         |                    |                     |                                                              |      |